# Willy Daetwyler
Willy Peter Daetwyler, né le 2 juillet 1919 à Zurich et mort le 17 janvier 2001 à Monaco, est un pilote automobile suisse.

## Histoire

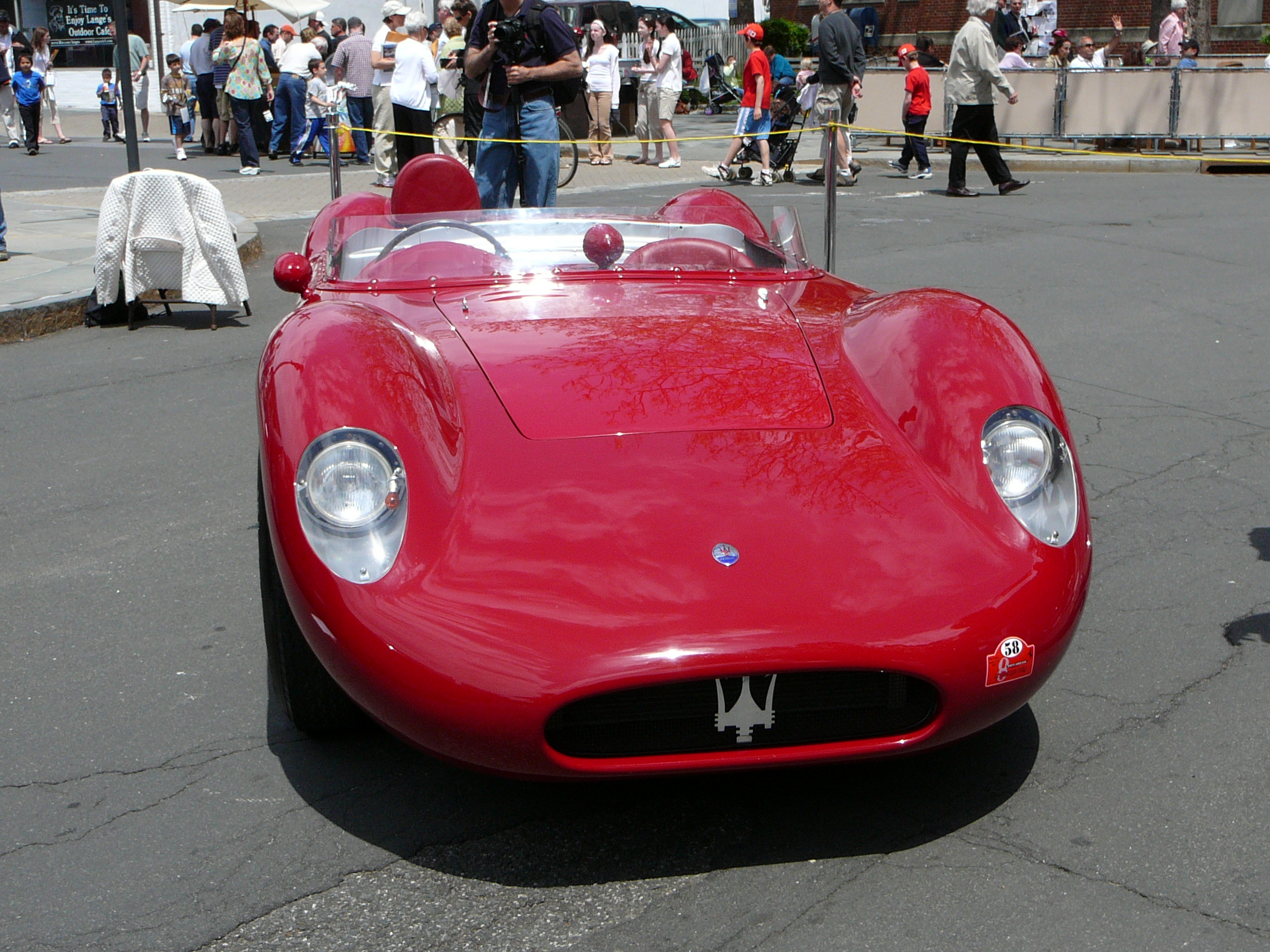
La Maserati 200SI championne d'Europe avec Daetwyler en 1957.

Il a piloté essentiellement des voitures Maserati en course. 
En 1951 et 1953 il gagne la Course de côte Susa - Moncenisio, puis en 1953 et 1956 il remporte la Course de côte Ollon - Villars, et en 1953 et 1957 encore celle du Col de la Faucille.
Le 29 juin 1957, il gagne au Mont Ventoux en France (première course du premier championnat d'Europe de la montagne en version EHCC d'après-guerre), le 15 août 1957 Gaisberg en Autriche, le 1er septembre 1957 Aosta-Gran San Bernardo en Italie, et le 28 septembre 1957 Monte Parnes (GR), ce qui lui permet de terminer sa saison Champion d'Europe des courses de côte en catégorie voitures de sport sur sa Maserati 200SI, premier titre de la spécialité attribué depuis près d'un quart de siècle.